# Anastasios Soulis

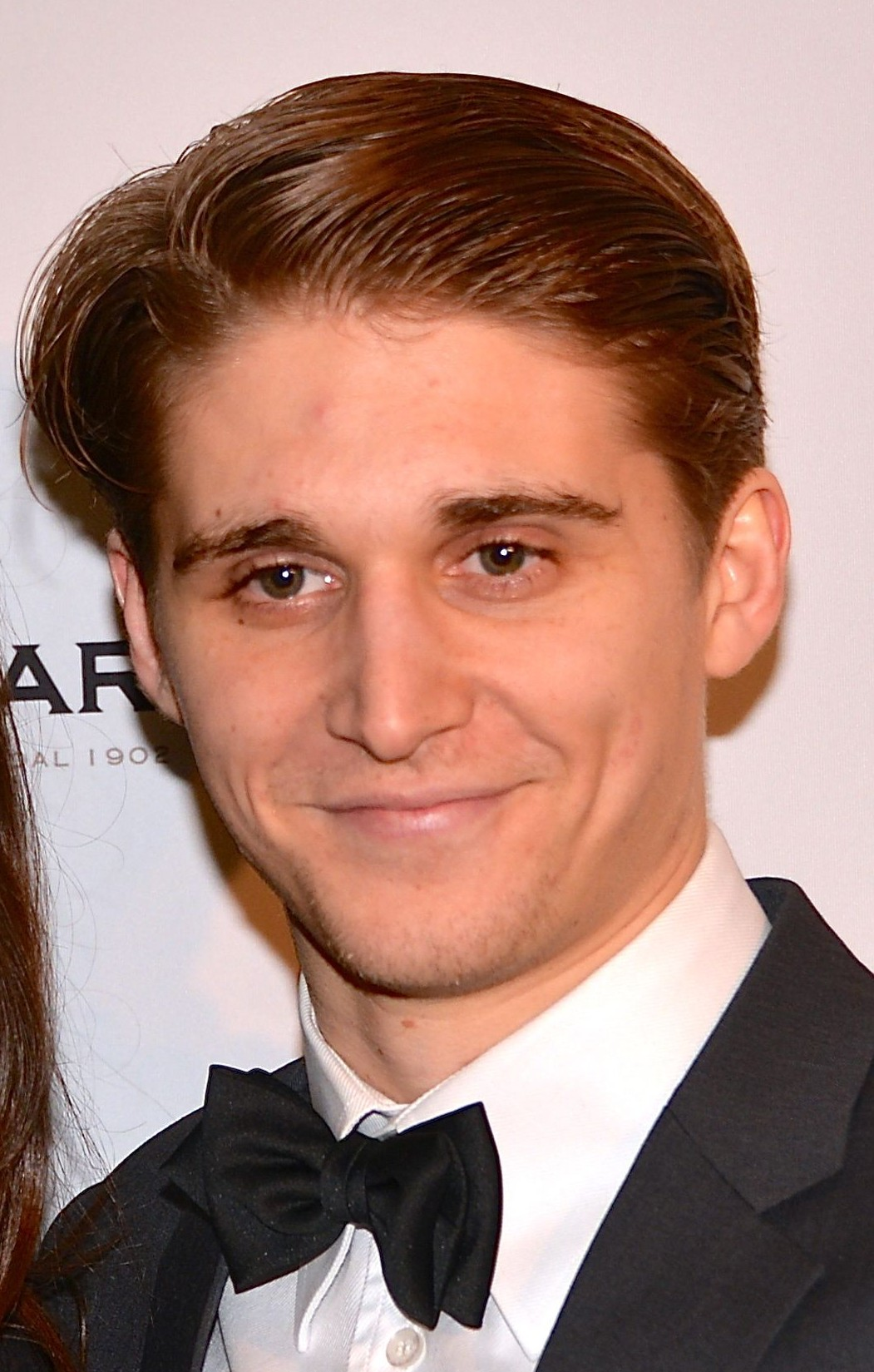
Anastasios Soulis (2013)

Anastasios Soulis (auch Stasse genannt; * 8. Januar 1987 in Stockholm) ist ein schwedischer Filmschauspieler.

## Biographie
Anastasios Soulis wurde am 8. Januar 1987 in Stockholm geboren und wuchs dort auf. Seine Eltern sind der Grieche Georgios Soulis und die Finnin Katariina Nerg. Er spricht Schwedisch, Griechisch, Finnisch und Englisch fließend. Die Kamerafrau Josefin Owe und er sind ein Paar.
Als Schauspieler feierte Soulis im Jahre 2000 seinen Durchbruch mit dem Film Den bästa sommaren (deutsch Liebe in Blechdosen), für den er 2001 den Olympia Film Festival Award erhielt, und 2006 mit dem Film Underbara älskade (englisch Suddenly), in dem er die Rolle „Jonas“ darstellte. Dieser Film erhielt 2007 bei den 42. Guldbagge Awards den Cinema Audience Award. Auf dem Internationalen Filmfestival von Stockholm 2009 erhielt Soulis den Rising Star Award. Für die Rolle des „Felix Rydell“ in den Johan Falk-Filmen wurde er wohlbekannt.
Im Jahre 2007 trat er in der Sendung Klick! auf und seit 2013 spielt er verschiedene Rollen in der Humorsendung Partaj auf Kanal 5, darunter „Kapitän Schweden“.

## Preise
Soulis gewann im Jahre 2001 den Olympia Film Festival Award in der Kategorie „Bester männlicher Jungschauspieler“ für die Rolle „Mårten“ im Film Den bästa sommaren (deutsch Liebe in Blechdosen).

## Filmografie (Auswahl)
- 2000: Liebe in Blechdosen (Den bästa sommaren)
- 2001: Dorn im Auge (Øyenstikker)
- 2001: Hem ljuva hem
- 2002: Alla älskar Alice
- 2002: Det brinner!
- 2003: Emma und Daniel (Emma & Daniel – Mötet)
- 2004: Tre solar
- 2006: Underbara älskade
- 2007: Kommissar Beck – Die neuen Fälle (Beck, Fernsehserie, eine Folge)
- 2008: Wir sind alle erwachsen (Les grandes personnes – De vuxna)
- 2009, 2012: GSI – Spezialeinheit Göteborg (Johan Falk, Fernsehreihe, acht Folgen)
- 2009: Prinsessa
- 2009: De halvt dolda (Miniserie, vier Folgen)
- 2009: Bröllopsfotografen
- 2010: Maria Wern, Kripo Gotland: Totenwache (Maria Wern – Alla de stillsamma döda, Fernsehserie, zwei Folgen)
- 2015: Eine schöne Bescherung (En underbar jävla jul)
- 2016–2019: Gåsmamman (Fernsehserie, 26 Folgen)
- 2020: Solo für Weiss – Schlaflos (Fernsehreihe)
- 2021: Red Dot